# Volley Bergamo
Volley Bergamo é um clube de voleibol feminino italiano, com sede na cidade de Bergamo.

## História

### Início (1991-1994)
Volley Bergamo foi fundado em 1991 por Mauro Ferraris e jogou pela primeira vez na Serie B1 1991-92 (terceira divisão). Na temporada seguinte (1992-93) começou uma parceria com Foppapedretti e ganhou a promoção para a Série A2 (segunda divisão). O clube na temporada 1993-94 acaba conquistando o título da Série A2 e por consequencia acabou sendo promovido a principal divisão da Itália, a A1.

### Período de Glórias
Em 1994-95, em sua primeira temporada na Serie A1, o clube termina em quinto lugar ganhando pela primeira vez qualificação para uma competição européia ( CEV Cup ).  Na temporada seguinte ganhou a Serie A1 e o Coppa Italia pela primeira vez. A temporada de 1996-97 foi muito bem sucedida, com o clube vencendo a Serie A1, a Copa Itália, a Supercopa Italiana e a CEV Champions League. Nas décadas seguintes o clube se tornou um dos principais clubes do voleibol europeu, ganhando mais 6 Campeonatos Italiano (1997-98, 1998-99, 2001-02, 2003-04, 2005-06 e 2010-11), quatro Coppa Italia (1997-98, 2005-06,2007-08 e 2015-16), quatro Supercoppas italianas (1997-98, 1998-99, 1999-00, 2004-05 e 2011-12), seis CEV Champions League (1998-99, 1999-00, 2004-05, 2006-07, 2008-09 e 2009-10 ) e uma Copa CEV (2003-04).
É a equipa italiana mais bem sucedida na história da Liga dos Campeões do CEV com 7 títulos e a segunda equipa mais bem sucedida na história da Serie A com 8 títulos, mas nos últimos anos viu o seu orçamento cair drasticamente e viu seu domínio no cenário italiano e europeu sendo ocupado por outras equipes.

## Títulos

### Competições Nacionais
- Campeonato Italiano: 8

1995–96, 1996–97, 1997–98, 1998–99, 2001–02, 2003–04, 2005–06, 2010–11
- Coppa Italia: 6

1995–96, 1996–97, 1997–98, 2005–06, 2007–08, 2015–16
- Supercoppa Italiana: 6

1996–97, 1997–98, 1998–99, 1999–00, 2004–05, 2011–12

### Competições Internacionais
- CEV Champions League: 7

1996–97, 1998–99, 1999–00, 2004–05, 2006–07, 2008–09 e 2009–10
- CEV Cup: 1

2003–04

## Elenco Atual 2016-17
| N° | Nome                 | Posição         | Data de nascimento | Nacionalidade |
| -- | -------------------- | --------------- | ------------------ | ------------- |
| 1  | Eva Mori             | Levantadora     | 31 março 1996      | Eslovênia     |
| 2  | Suelen Pinto         | Libero          | 4 outubro 1987     | Brasil        |
| 4  | Laura Partenio       | Ponteira        | 29 dezembro 1991   | Itália        |
| 5  | Mina Popović         | Central         | 16 setembro 1994   | Sérvia        |
| 6  | Alessia Gennari      | Ponteira        | 3 novembro 1991    | Itália        |
| 7  | Paola Cardullo       | Libero          | 18 março 1982      | Itália        |
| 8  | Martina Guiggi       | Central         | 1º maio 1984       | Itália        |
| 9  | Anna Venturini       | Ponteira        | 26 agosto 1998     | Itália        |
| 10 | Paola Paggi          | Central         | 6 dezembro 1976    | Itália        |
| 14 | Eleonora Lo Bianco   | Levantadora     | 22 dezembro 1979   | Itália        |
| 17 | Miriam Sylla         | Ponteira        | 8 janeiro 1995     | Itália        |
| 18 | Katarzyna Skowrońska | Ponteira/Oposto | 30 junho 1983      | Polónia       |

## Jogadoras Notáveis

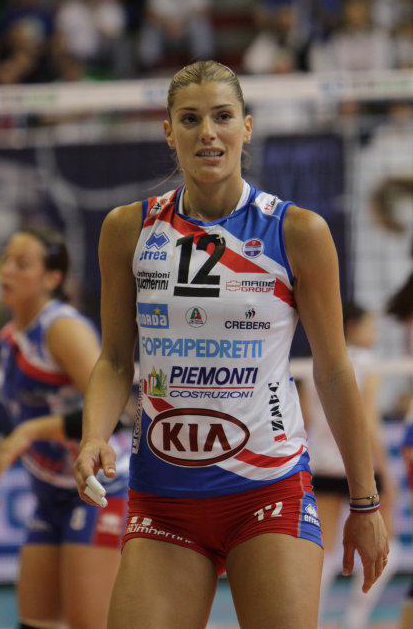
Francesca Piccinini, considerada a maior jogadora da história do clube.

- Maurizia Cacciatori (1995-1998/1999-2003)
- Antonella Del Core (2008–2010)
- Paola Croce (2004–2008)
- Jenny Barazza (2003–2009)
- Paola Paggi (2002–2007/2014-current)
- Simona Rinieri (1999–2001)
- Eleonora Lo Bianco (2005–2011/2015-current)
- Serena Ortolani (2008–2011)
- Valentina Arrighetti (2007–2012)
- Francesca Piccinini (1999–2012)
- Iuliana Nucu (2010–2012)
- Antonina Zetova (2000–2001)
- Jelena Nikolić (2002–2003)
- Prikeba Phipps (1995-1997/2001-2002)
- Tara Cross-Battle (2001–2002)
- Heather Bown (2002–2003)
- Iryna Zhukova (2003–2005)
- Christiane Fürst (2009–2010)
- Angelina Grün (2003–2008)
- Irina Kirillova (1998–1999)
- Maja Poljak (2003–2008)
- Lioubov Sokolova (2002–2005)
- Mireya Luis (1998–2000)
- Ana Fernández (1998–1999)
- Marlenys Costa (1998–1999)
- Gabriela Pérez del Solar (1999–2001)

Camisas Aposentadas
- 11  Giseli Gavio; número aposentado em 1999 [carece de fontes?]
- 12  Francesca Piccinini; número aposentado em 2013 [carece de fontes?]